# 이어 (문인)

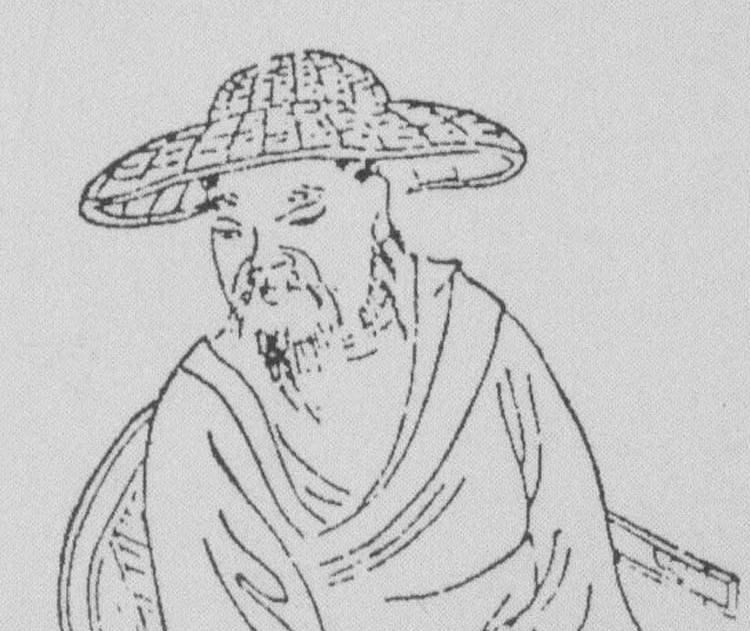

이어(李漁, 1611년 ~ 1680)는 중국 청초의 문인·소설가·극작가이다. 자는 적범(謫凡), 호는 입옹(笠翁). 저장(浙江) 난계(蘭谿) 사람.
시사문(詩詞文)에 뛰어나 재자(才子)라고 평판받았으며, 명말의 동란기에 성장하여 벼슬길을 택하지 않고, 항저우(杭州)·난징(南京)으로 거처를 옮기다가 만년을 다시 항저우에서 보냈다. 가기(歌妓)를 신변에 두면서 작품을 연구, 상연 가능한 연극을 지향했다. 작풍은 당시로서는 참신하고 구성도 치밀하고, 단순한 권선징악(勸善懲惡)이나 오락에 빠지지 않고 인생의 의미를 발견하려고 했으나, 상식의 범위를 넘지는 못했다. 저류(低流)의 금욕주의는 약간 특수하다. 또한 평론에 있어서도 개성적인 이론을 전개하여, 연극의 창작 상연, 거실기완(居室器玩), 음찬(飮饌)에 걸친 넓은 취미를 보이고 있다. 시사문을 모은 것으로는 <입옹일가언전집(笠翁一家言全集)>이 있고, 거기 수록된 <한정우기(閑情偶寄)>는 특히 주목할 만하다. 소설에는 <무성희(無聲戱)> <연성벽(連城壁)> <각세명언(覺世名言)>(<12樓>)이 있으며 <각후선(覺後禪)>(肉蒲團)도 그의 작품이라고 전한다. 희곡에는 <입옹전기십종(笠翁傳奇十種)>이 있으며, 모두 희극(喜劇)적 요소가 있다.

## 개요
이어는 한국에서는 지금까지 그의 작품에 대한 번역서나 연구서가 나오지 않은 탓에 대중적으로 잘 알려지지 않은 작가라고 할 수 있다. 그렇지만 그는 17세기 중국을 대표할 수 있는 소설·희곡 작가이자, 출판업자였으며, 공연 기획자였다. 일본에서는 18세기 중·후반에 이미 그의 희곡 작품에 대한 번역본이 출현했고, 19세기 후반에 나온 ≪지나문학대강(支那文學大綱)≫(1897)에서는 이어를 이백(李白), 두보(杜甫) 등과 함께 21명의 대문성(大文星)으로 병칭하고 있다. 19세기 말 그의 희곡 작품은 영어, 프랑스어, 라틴어로 번역, 출판되었고, 20세기 초에는 독일어본이 나왔으며, 소설 작품인 ≪십이루(十二樓)≫에 대한 러시아어 번역본이 출판되었다. 미국에서는 1990년대 패트릭 해넌(Patrick Hanan)에 의해 그의 소설 작품집인 ≪육포단(肉蒲團)≫, ≪십이루≫, ≪무성희≫가 번역된 바 있다.
이어는 강소성(江蘇省) 여고(如皋)에서 태어났지만 얼마 후 본적지인 절강성 난계(蘭溪)로 이사하여 그곳에서 성장했다. 그는 자가 적범(謫凡), 호는 호상입옹(湖上笠翁), 그 밖에 수암주인(隨庵主人) 등 몇 가지 별호를 사용했다. 상인의 집안에서 태어난 그는 젊은 시절에는 비교적 풍족한 생활을 했던 것으로 보인다. 그의 시 가운데는 그가 소유하고 있던 이원(伊園)이라는 아름다운 풍경의 별장을 읊은 내용이 있다. 명·청 교체기를 살았던 그는 젊은 시절 몇 차례 과거에 응시했지만 낙방했다. 청나라 군사가 그의 고향인 절강성을 점령했던 시기를 기점으로 그의 집안의 경제적인 상황은 악화되었던 것으로 보인다. 또한 그 시기를 기점으로 그는 과거를 통한 출사(出仕)의 꿈을 포기하게 되는데, 그것이 만주족 정권인 청 왕조에 대한 한족 문인으로서의 자기 정체성의 표현인지는 불분명하다.
그가 고향을 떠나 항주로 이사한 시기에 대해서는 1648년과 1651년이라는 두 가지 설이 있는데, 어쨌든 그의 나이 대략 30대 후반에 그의 인생에서 중요한 전환이 이루어졌던 것으로 보인다. 젊은 시절의 부유했던 상황과는 대조적으로, 항주에서 그는 시와 소설, 희곡 쓰기 등 문필 활동을 통해 생계를 유지하며 경제적으로 풍요롭지 못한 생활을 하게 된다. 그곳에서 그는 정팽(丁澎), 모선서(毛先舒) 등 여러 명사들과 교유했고, 단편소설집인 ≪무성희≫와 ≪십이루≫, 희곡 작품인 ≪영향반(怜香伴)≫, ≪옥소두(玉搔頭)≫, ≪풍쟁오(風箏誤)≫, ≪내하천(奈何川)≫ 등의 작품을 출판했다.
항주에서 이어가 지은 책들이 대중적인 인기를 끌자 수많은 출판업자들이 해적 출판하는 문제가 발생했다. 그에 대한 대책을 강구하려는 일환으로 그는 대략 1661년 전후에 항주를 떠나 당시 출판, 문화의 또 하나의 중심지였던 남경(南京)으로 이사하게 된다. 1663년 그곳에서 그는 익성당(翼聖堂) 서점을 열어 책들을 출판하다가, 1669년에는 개자원(芥子園)이라는 서점을 열게 되는데 개자원은 그 후 2백여 년간 지속되었던 유명한 서점이다. 이어는 1675년 항주로 다시 이사하기 전까지 15년 정도 남경에서 당시 유명한 명사들과 교유하며, 출판업자로서 극단 운영자로서 활발한 활동을 하게 된다. 그는 가정 극단을 조직해 전국 각지의 명사·고관들을 찾아다니며 공연했고, ≪개자원화보(芥子園畵譜)≫를 비롯해 ≪입옹시운(笠翁詩韻)≫, ≪신사륙초징(新四六初徵)≫, ≪척독초징(尺牘初徵)≫ 등 대중적인 출판 아이템을 찾아내어 상업적인 성공을 거두었다.
통속적인 소설·희곡 작가이자, 출판업자요, 극단 운영자였던 이어의 삶은 과거를 통한 출사의 꿈이 좌절된 당시 문인이 선택할 수 있었던 하나의 전형적인 인생 역정을 보여주고 있다는 점에서 주목할 만하다.